# Fusarium tumidum
Fusarium tumidum är en svampart som beskrevs av Sherb. 1928. Fusarium tumidum ingår i släktet Fusarium och familjen Nectriaceae.   Inga underarter finns listade i Catalogue of Life.